# Lobogonia aculeata
Lobogonia aculeata là một loài bướm đêm trong họ Geometridae.